# Деколонізація в Україні
Деколоніза́ція в Украї́ні — процес позбавлення від імперської спадщини, що розпочався в часи розпаду СРСР та стихійно активізувався в період Революції гідності й Російсько-української війни (з 2014) та посилився після російського вторгнення в Україну 2022 року. Регулюється чотирма декомунізаційними законами та Законом України «Про засудження та заборону пропаганди російської імперської політики в Україні і деколонізацію топонімії».

## Обґрунтування деколонізації
Від початку колонізації України було приєднано Київську Митрополію до Московського патріархату, скасовано Гетьманщину, ліквідовано Запорі́зьку Січ,запроваджено кріпацтво, проводилась послідовна русифікація України.
Наприкінці XVIII століття переважна більшість території України (крім Галичини, Закарпаття і Буковини) стала колонією Російської імперії, після чого остання почала спроби асимілювати українців до «російського народу». Використовувалась концепція великого «російського народу», що включав росіян, українців та білорусів. Ті самі процеси відбувалися й на території Білорусі. Українська економіка поступово приводилась до колоніального типу, перетворюючись на сировинний придаток російської економіки.
З 1991 року, після розпаду СРСР та проголошення незалежності, економіка України залишалась надзвичайно тісно пов'язаною з російською. Всі ці процеси в Білорусі продовжуються й сьогодні.
21 березня 2023 року Верховна Рада України ухвалила Закон України «Про засудження та заборону пропаганди російської імперської політики в Україні і деколонізацію топонімії», яка активно розпочалася в Україні з початку широкомасштабного вторгнення. 21 квітня 2023 року Президент України Володимир Зеленський підписав закон про деколонізацію.

## Хід деколонізації
9 квітня 2015 року Верховна рада ухвалила пакет декомунізаційних законів, до 2019 року було перейменовано 987 населених пунктів, 25 районів та 52 тисячі топонімів, було демонтовано 2,5 тисячі комуністичних пам'ятників і пам'ятних знаків.

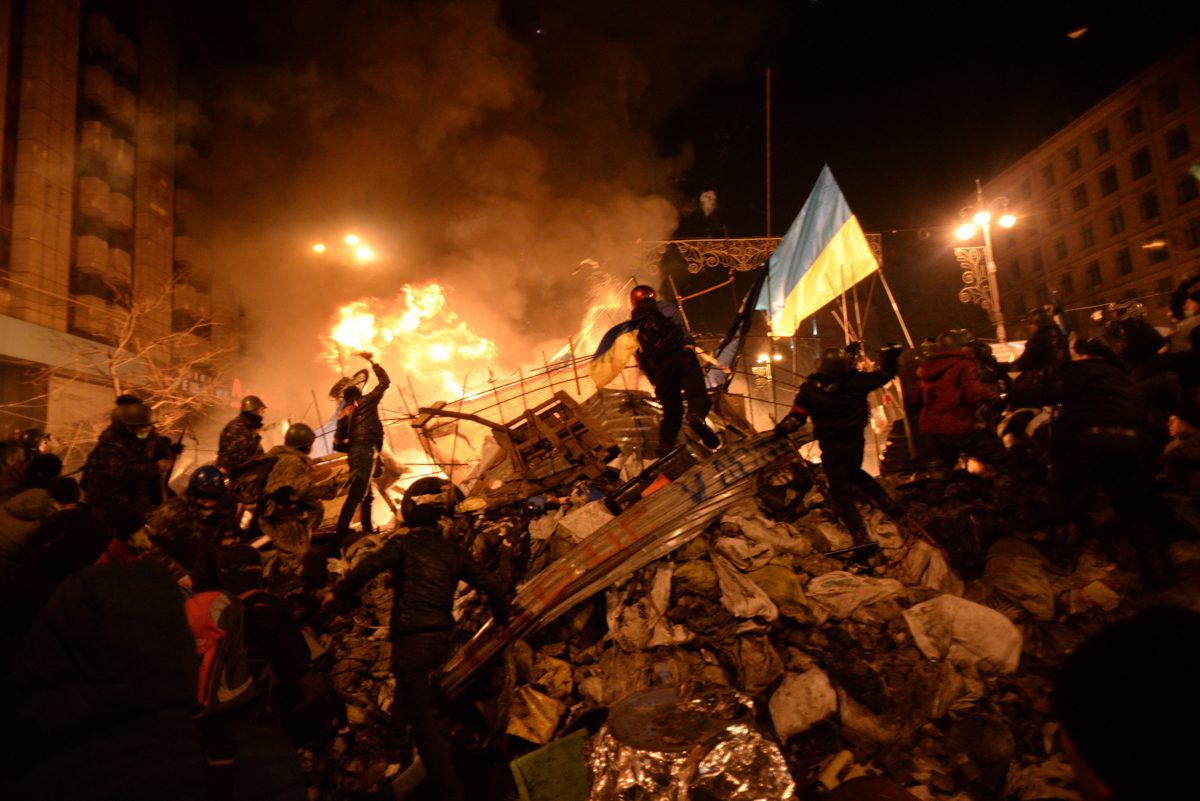
Барикадні бої 18 лютого 2014 року на Майдані незалежності під час Революції гідності

24 січня 2019 року в Києві демонтували пам'ятник російському полководцю Олександру Суворову.
У березні 2019 року директор Українського інституту національної пам'яті Володимир В'ятрович заявив, що ініціює перегляд дат заснування Дніпра, Павлограда, Одеси.
30 жовтня 2019 року Верховна рада перейменувала місто Переяслав-Хмельницький Київської області у Переяслав.
У грудні 2019 року новопризначений директор Українського інституту національної пам'яті Антон Дробович заявив, що завершення декомунізації, що є частиною деколонізації, є одним з трьох ключових завдань Інституту.
24 серпня 2021 року Президент України Володимир Зеленський підписав указ про відзначення Дня Української Державності.
15 грудня 2021 року Верховна рада перейменувала місто Володимир-Волинський Волинської області у Володимир.
13 жовтня 2022 року виконкомом Мукачівської міської ради було прийнято рішення про демонтаж угорського імперського знаку птаха турула в Замку Паланок та заміни його на герб України — тризуб.
16 листопада 2022 року Верховна рада перейменувала місто Новоград-Волинський Житомирської області у Звягель.
1 грудня 2022 року в Ізмаїлі демонтували пам'ятник російському полководцю Олександру Суворову.
29 грудня 2022 року в Одесі демонтували пам'ятники російській імперіатриці Катерині II і російському полководцю Олександру Суворову.
21 березня 2023 року Верховна Рада України ухвалила Закон «Про засудження та заборону пропаганди російської імперської політики в Україні і деколонізацію топонімії». 21 квітня 2023 року його підписав Президент України. Він набув чинності 27 липня 2023 року.
7 квітня 2023 року Полтавська міська рада підтримала рішення про демонтаж пам'ятників Пушкіну і двом радянським генералам: Зигіну і Ватутіну.
3 травня 2023 року Верховна Рада України ухвалила проєкт закону «Про внесення змін до Закону України „Про охорону культурної спадщини“ щодо незанесення до Державного реєстру нерухомих пам'яток України та вилучення з Державного реєстру нерухомих пам'яток України окремих об'єктів культурної спадщини». Це полегшує вилучення пам'яток культурної спадщини з Державного реєстру нерухомих пам'яток України, що є символом російської імперської та радянської тоталітарної політики й ідеології.
12 червня 2023 року було створено робочу групу з питань декомунізації та деколонізації на території Івано-Франківської області.
10 листопада 2023 року Кабінет Міністрів України ухвалив рішення про вилучення з Державного реєстру нерухомих пам'яток культурної спадщини національного значення пам'ятників російському письменнику Олександру Пушкіну, більшовицькому ватажку Миколі Щорсу, а також іншим російським та радянським діячам. Відповідна постанова ініційована та розроблена Міністерством культури та інформаційної політики України.
19 квітня 2024 року було зареєстровано проєкт постанови про перейменування 336 населених пунктів в Україні. Всього депутати Ради мають намір змінити офіційні назви 7 районів, 15 міст, 54 селищ і 267 сіл.
У липні 2024 року було перейменовано понад 400 вулиць розпорядженням голови Вінницької ОВА, велику кількість вулиць розпорядженням голови Черкаської ОВА, понад 250 вулиць у Черкаській області, понад 350 вулиць на території Харківської області, понад 250 вулиць в Житомирській області, велику кількість вулиць в Одеській області. Серед іншого ці перейменування мали місце на значній кількості вулиць, які мали бути перейменовані ще в 2016 році, відповідно до декомунізаційних законів. Також на початку серпня було перейменовано значну кількість вулиць в Сумській області, Хмельницькій області, понад 122 вулиці у Львівській області. У Київській області було перейменовано 316 вулиць.
19 вересня 2024 року Верховна Рада України ухвалила постанову про перейменування окремих населених пунктів та районів. Перейменовано 4 райони, 10 міст, 56 селищ, 261 село у Вінницькій, Волинській, Дніпропетровській, Донецькій, Житомирській, Закарпатській, Запорізькій, Київській, Кіровоградській, Луганській, Львівській, Миколаївській, Одеській, Полтавській, Рівненській, Сумській, Тернопільській, Харківській, Херсонській, Хмельницькій, Черкаській, Чернігівській областях, назви яких містять символіку російської імперської політики або не відповідають стандартам державної мови. Зокрема було перейменовано місто Новомосковськ Дніпропетровської області у Самар, місто Першотравенськ Дніпропетровської області у Шахтарське, місто Первомайськ Луганської області у Сокологірськ, місто Молодогвардійськ Луганської області у Отаманівка, місто Сєвєродонецьк Луганської області у Сіверськодонецьк, місто Червоноград Львівської області у Шептицький, місто Дружба Сумської області у Хутір-Михайлівський, місто Красноград Харківської області у Берестин, місто Первомайський Харківської області у Златопіль, місто Ватутіне Черкаської області у Багачеве. Постанова набула чинності 26 вересня 2024 року.
9 жовтня 2024 року Верховна Рада України перейменувала місто Южноукраїнськ Миколаївської області у Південноукраїнськ,  місто Южне Одеської області у Південне.
Від березня 2022 року до травня 2024 року було перейменовано більше 7,8 тис. топонімів у 83 досліджуваних містах. Ще щонайменше 650 назв підлягають зміні.
25 лютого 2025 року в Полтаві демонтували пам'ятник російському імператору Петру I.
26 лютого 2025 року Верховна Рада України перейменувала 106 місцевих судів.
22 травня 2025 року в Полтаві демонтували пам'ятник на місці відпочинку російського імператора Петра I.
5 червня 2025 року Верховна Рада України перейменувала 184 населених пункти,зокрема 1 місто,21 селище,162 села.

## Перейменування адміністративних одиниць

### Критерії перейменування

#### Дерусифікація
Перелік топонімів, які не відповідають нормам української мови, затверджений Рішенням № 230 Національної комісії зі стандартів державної мови від 22 червня 2023 року та Рішенням № 231 для Автономної Республіки Крим від 27 червня 2023 року.